# Павлувко (гміна Бук)
Павлувко (пол. Pawłówko, нім. Paulsdorf) — село в Польщі, у гміні Бук Познанського повіту Великопольського воєводства.
Населення — 34 особи (2011).

## Демографія
Демографічна структура станом на 31 березня 2011 року:
|          | Загалом | Допрацездатний вік | Працездатний вік | Постпрацездатний вік |
| -------- | ------- | ------------------ | ---------------- | -------------------- |
| Чоловіки | 19      | 2                  | 14               | 3                    |
| Жінки    | 15      | 2                  | 9                | 4                    |
| Разом    | 34      | 4                  | 23               | 7                    |